# Guerras samnitas

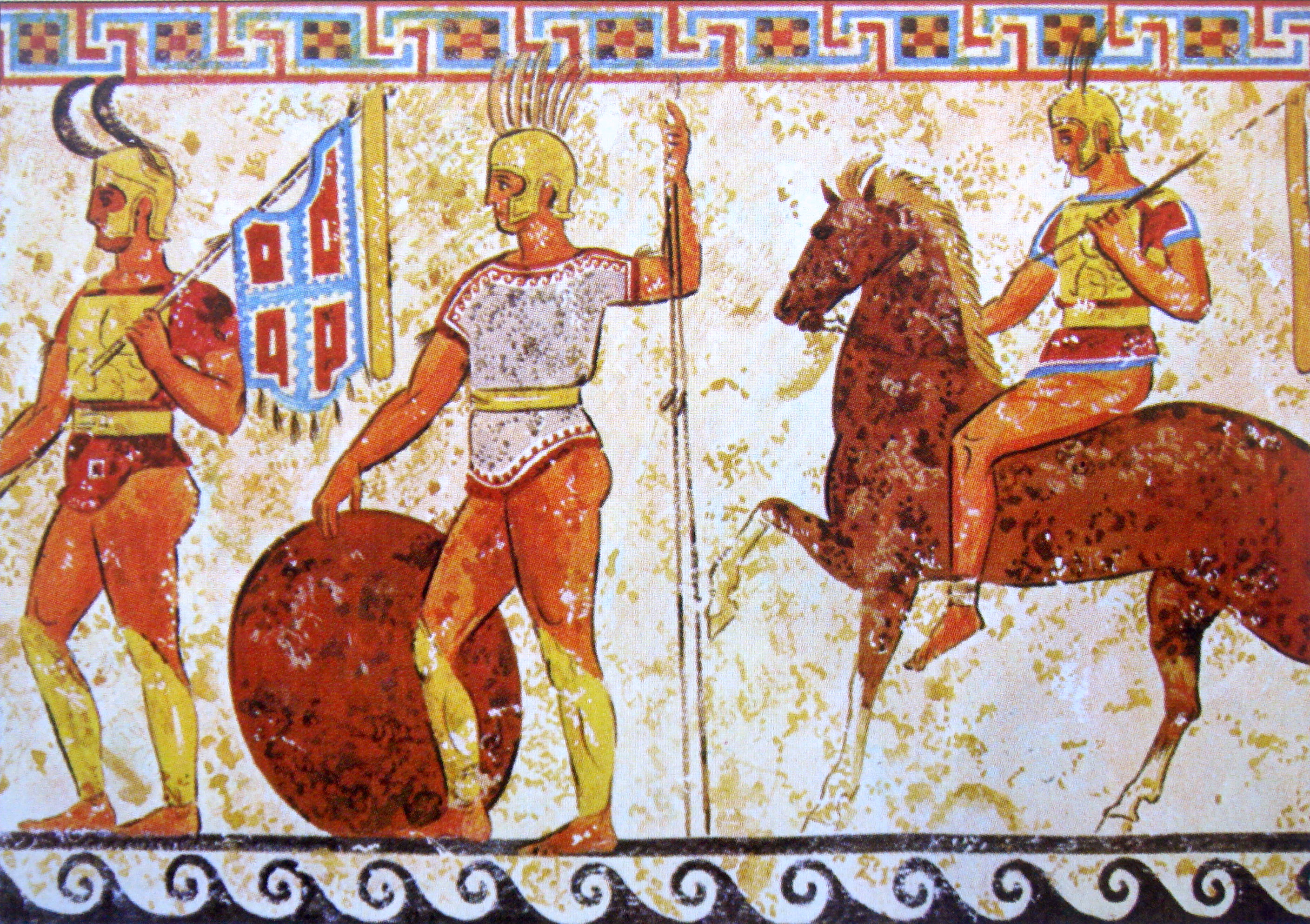
Soldados samnitas, representados en un friso, decorando una tumba de Paestum en Lucania,

Las guerras samnitas fueron una serie de conflictos armados de la Antigüedad que enfrentaron principalmente al pueblo itálico de los samnitas, que dominaban los Apeninos al sur del Lacio, contra la incipiente República romana por el control de la Italia central. En el intervalo entre el 343 a. C. y el 291 a C. hubo tres guerras entre ambos contendientes, que propiciaron el completo sometimiento de los samnitas al poderío romano.

## Primera guerra samnita
Durante años, los pueblos montañeses de los Apeninos habían luchado por expandirse hacia las tierras bajas de Campania y la costa tirrena, pero tanto etruscos como latinos habían impedido estos movimientos. Los samnitas eran una de estas rudas tribus apeninas que se habían expandido hacia la costa campana, donde habían tomado contacto con la más avanzada civilización griega, y que suponía su salida natural al mar para dominar así los mercados tirrenos. Por su parte, los brutios y los lucanos presionaban a las colonias griegas de la Magna Grecia, de las que Tarento era la principal de ellas.
La primera guerra samnita tuvo lugar entre el 343 a. C. y el 341 a C.; tras el sometimiento de los auruncos por Roma, ésta fijó como siguiente objetivo la Campania, consolidando la frontera oriental que, mediante el río Liris, ponía en contacto a la República con el Samnio. Por su parte, los samnitas comenzaron a presionar a los sidicinos de la ciudad de Calès, quienes buscaron la ayuda de Capua. No obstante, Capua fue derrotada por los samnitas, y apeló entonces a Roma mediante la fórmula de la deditio: una fórmula legal que suponía la entrega de la ciudad en lugar de un simple pacto, y por tanto un lazo legal más fuerte que el reciente foedus entre romanos y samnitas. De esta forma, Roma tuvo la excusa idónea para atacar a sus antiguos aliados, debido al creciente interés que suponían para la República expandir sus redes comerciales fuera del Lacio y acaparar los centros comerciales para así paliar su excesiva dependencia de la agricultura.
La deditio de Capua supuso así el casus belli que llevó a samnitas y romanos a la guerra. Los romanos, dirigidos por Marco Valerio Corvo, obtuvieron algunas victorias en Campania y el propio Samnio; no obstante, la guerra fue impopular en algunos sectores de la sociedad romana. Incluso algunas guarniciones romanas en Campania se rebelaron, motines que fueron reprimidos por Valerio Corvo con comprensión hacia sus soldados.
De esta forma, la guerra finalizó solo dos años después de iniciarse, con una paz de compromiso en la cual los samnitas reconocieron la adhesión de Capua a Roma y los intereses romanos en Campania, y los romanos entregaron los territorios sidicinos al ámbito samnita. Inmediatamente, los aliados latinos de Roma se rebelaron contra ésta, puesto que la urbe había obligado a los miembros de la Liga Latina a luchar contra los samnitas sin consultarles, y se sintieron oprimidos por el control que Roma ejercía sobre ellos, razón por la que estalló la segunda guerra latina.

## Segunda guerra samnita
La segunda guerra samnita tuvo lugar entre el 327 y el 304 a C., tras la segunda guerra latina, en la cual los samnitas apoyaron a Roma. Los samnitas interpretaron como casus belli tanto el apoyo que Roma brindó a la ciudad de Nápoles, que ellos amenazaban, como la fortificación de Fregelas (328 a C.), situada en la margen opuesta del río Liris, que hasta ese momento había supuesto la frontera entre ambos pueblos.
Se distinguen dos fases en el enfrentamiento: en la primera (327-321 a C.) en la cual los romanos trataron de cercar el territorio samnita. Sin embargo, en 321 a C. los samnitas cercaron al ejército romano en las Horcas Caudinas; permitieron su retirada en condiciones humillantes, lo que puso fin temporalmente a la contienda. En 316 a C. Roma reanudó las hostilidades, pero fue de nuevo derrotada en la batalla de Lautulae (315 a C.). Su siguiente estrategia fue la construcción de la Vía Apia, que la comunicaba con Capua, fundando colonias a lo largo de su recorrido para encerrar a los samnitas dentro de su territorio.
En 310 a C. los romanos vencieron a los etruscos (aliados samnitas desde el 311 a C.) en la batalla del Lago Vadimo, a orillas del Tíber. Tras un avance sobre la Apulia, los romanos tomaron Boviano (Bovaiamom, llamada Bovianum Undecumanorum por los latinos, actual Bojano), la capital samnita.
El fin de la guerra en 304 a C. supuso el sometimiento de la Campania por Roma, y la renuncia a toda expansión por parte de la Liga samnita.

## Tercera guerra samnita
La tercera guerra samnita tuvo lugar entre el 298 y el 290 a C. Los samnitas organizaron una coalición antirromana con los etruscos, sabinos, lucanos, umbros y celtas del norte de Italia. Roma obtuvo victorias por separado frente a todos ellos y reocupó Boviano (298 a C.). Las tropas samnitas huyeron hacia el norte en pos de etruscos y celtas, y en 295 a C., la alianza luchó contra los romanos en la batalla de Sentino, en la que fue derrotada.
Tras firmar la paz con los etruscos, Roma fundó la colonia Venusia en Apulia para frenar a los samnitas, quienes finalmente se rindieron en 290 a C. Desde ese momento, los samnitas se vieron obligados a ceder a Roma tropas auxiliares en caso de contienda, siendo así paulatinamente asimilados por la cultura romana.